# کلک عزیزآباد
کلک عزیزآباد ، روستایی از توابع بخش مرکزی شهرستان الیگودرز در استان لرستان ایران است.

## جمعیت
این روستا در دهستان پاچه لک شرقی قرار دارد و براساس سرشماری مرکز آمار ایران در سال ۱۳۸۵، جمعیت آن زیر سه خانوار بوده‌است.